# DSB MBF (I)
Die Triebwagen der dänischen Baureihe DSB MBF (I) wurden zwischen 1926 und 1927 von der dänische Lokomotivfabrik Scandia A/S in Randers als Vorgänger der Baureihe Kielervogne für verschiedene Privatbahnen gebaut.
Sie wurden erst nach der Verstaatlichung des Zugbetriebes der jeweiligen Eigentümergesellschaft in diese Baureihe der Danske Statsbaner (DSB) eingereiht und von ihr freizügig eingesetzt. Sie gingen jedoch nicht in das Eigentum von DSB über, sondern verblieben bei der jeweiligen Gesellschaft.

## SNB MB 1
Der Triebwagen SNB MB 1 wurde von der A/S Svendborg–Nyborg Jernbaneselskab (SNB) für den Betrieb auf der 1897 eröffneten dänischen Privatbahnstrecke Svendborg–Nyborg beschafft.
Seit der Verpachtung der Bahnstrecke Svendborg–Nyborg 1902 an die Sydfyenske Jernbaneselskab (SFJ) wurden die Fahrzeuge durch die SFJ unterhalten und eingesetzt.
Durch die Übernahme der Sydfyenske Jernbaner am 1. April 1949 durch Danske Statsbaner (DSB) wurden die SNB-Fahrzeuge zur Verwendung an die Staatsbahnen übertragen. Allerdings blieb der Triebwagen im Besitz der SNB und wurde nicht Eigentum der Staatsbahnen. Er erhielt die Baureihenbezeichnung MBF und die Betriebsnummer 481.
Er wurde 1949 bei Scandia modernisiert und war in Fåborg von 1952 bis 1955 im Einsatz. Seine Ausmusterung bei SFJ/SNB erfolgte 1957. 1959 wurde der Triebwagen für 9.000 Kronen an die Randers–Hadsund Jernbane verkauft und erhielt die Bezeichnung RHJ M 3. Er wurde 1969 ausgemustert.

## SFB MB 2
Der Triebwagen SFB MB 2 wurde von der Faaborg–Svendborg Jernbaneselskab (SNB) für den Betrieb auf der 1916 eröffneten dänischen Privatbahnstrecke Svendborg–Faaborg beschafft.
Die Betriebsführung auf dieser Strecke hatte seit der Eröffnung die Sydfyenske Jernbaneselskab (SFJ), die für die Fahrzeugunterhaltung und den Einsatz der Fahrzeuge zuständig war.
Durch die Übernahme der Sydfyenske Jernbaner am 1. April 1949 durch Danske Statsbaner (DSB) wurden die SFB-Fahrzeuge zur Verwendung an die Staatsbahnen übertragen. Allerdings blieb der Triebwagen im Besitz der SFB und wurde nicht Eigentum der Staatsbahnen. Er erhielt die Baureihenbezeichnung MBF und die Betriebsnummer 482.
Er wurde 1949 bei Scandia modernisiert. 1952 erfolgte der Verkauf des Fahrzeuges für 200.000 Kronen an die Nordvestfyenske Jernbane für die Bedienung der Bahnstrecke Odense–Middelfart–Bogense. Er erhielt dort die Bezeichnung OMB MH 6. Nach einem erneuten Umbau bei Scandia 1954 war er bis 1964 im Einsatz.
1966 erfolgte der Verkauf an die Randers–Hadsund Jernbane zum Preis von 10.000 Kronen. Für den Einsatz auf der Bahnstrecke Randers–Hadsund erhielt er die Bezeichnung RHJ M 4.
Nach seiner Ausmusterung 1969 wurde er für 3.937,50 Kronen vom Dansk Jernbane-Klub (DJK) für die Mariager-Handest Veteranjernbane (MHVJ) erworben. 2016 stand der Triebwagen abgestellt in Handest.

## ONFJ MB 3
Der Triebwagen ONFJ MB 3 wurde von der Odense–Nørre Broby–Faaborg Jernbane (ONFJ) für den Betrieb auf der 1906 eröffneten dänischen Privatbahnstrecke Odense–Faaborg beschafft.
Die Betriebsführung auf dieser Strecke hatte seit der Eröffnung die Sydfyenske Jernbaneselskab (SFJ), die für die Fahrzeugunterhaltung und den Einsatz der Fahrzeuge zuständig war.
Durch die Übernahme der Sydfyenske Jernbaner am 1. April 1949 durch Danske Statsbaner (DSB) wurden die ONFJ-Fahrzeuge zur Verwendung an die Staatsbahnen übertragen. Allerdings blieb der Triebwagen im Besitz der ONFJ und wurde nicht Eigentum der Staatsbahnen. Er erhielt die Baureihenbezeichnung MBF und die Betriebsnummer 483.
Er wurde 1949 bei Scandia modernisiert und 1952 und 1953 von Fåborg aus eingesetzt. 1957 wurde er für 10.500 Kronen an die Nordfyenske Jernbaner verkauft und erhielt dort die Bezeichnung NFJ MH 8. 1964 erhielt er einen Motor von Frichs, wurde 1966 abgestellt und 1967 ausgemustert.

## Ersatzantriebseinheit SFJ M 5
Für alle drei Triebwagen hatte die Sydfyenske Jernbaneselskab 1928 eine Ersatzantriebseinheit bei Scandia mit der Auftragsnummer 2222 beschafft. Diese Einheit mit der Achsfolge (1A) (A1) und der Leistung von 150 PS kostete 34.560 Kronen und wurde als SFJ M 5 bezeichnet. Diese Einheit wurde im Bedarfsfall für alle drei Triebwagen verwendet und 1949 an die Nordvestfyenske Jernbane (OMB) verkauft. Dort wurde sie für den Einbau in den ohne Motor gekauften Triebwagen OMB MD 5 verwendet.